# Metrioptera saussuriana
Metrioptera saussuriana is een rechtvleugelig insect uit de familie sabelsprinkhanen (Tettigoniidae). De wetenschappelijke naam van deze soort is voor het eerst geldig gepubliceerd in 1872 door Frey-Gessner.